# C.M. Kosemen
Cevdet Mehmet Kösemen, född 1984 i Ankara, är en turkisk konstnär och författare, känd som C.M. Kosemen.